# شارون لوكيدي
شارون لوكيدي (من مواليد 10 مارس 1994) عداءة كينية لمسافات متوسطة وطويلة. فازت بسباق 10000 متر في بطولة 2018 الرابطة الوطنية لألعاب القوى الجماعية القسم الأول 2018 في الهواء الطلق للمسار والميدان. كان لوكيدي هو بطلة الألعاب الأمريكية 10 مرات و 12 مرة في بيغ 12 ، اعتبارًا من مارس 2019. في عام 2022 في أول ظهور لها في الماراثون ، فازت بماراثون مدينة نيويورك.